# Pandanus spechtii
Pandanus spechtii är en enhjärtbladig växtart som beskrevs av Harold St.John. Pandanus spechtii ingår i släktet Pandanus och familjen Pandanaceae. Inga underarter finns listade.